# Івано-Франківський завод «Промприлад»
Івано-Франківський завод «Промприлад» (раніше Станіславський машинобудівний завод, Станіславприлад, Геофізприлад) — одне з найстаріших підприємств, розташоване у центрі Івано-Франківська, спеціалізується на виготовленні лічильників й приладів для нафтової та газової промисловості.

## Історія
У 1905 році завод було утворено на базі трьох підприємств: фірми «Край», фірми «Фама» та вагомеханічного заводу Вацлава Майора.
Підприємство «Край» згадується від 1905 року й було засноване Юзефом Льоренцом. Від 1910 року належало Ришарду Яворському, а в документах фігурує, як "Р. Яворський і сини. Фабрика машин «Край»". Пізніше вона переходить у спадок до трьох його синів: Казимира, Ернеста й Леона. До початку Першої світової війни кількість працівників була 18-28 осіб. Виготовляло вуличні ліхтарі, приводні пристрої для млинів, різне литво: для каналізацій, залізниць, печей, кухонь, тощо. Наймасовішою продукцією були залізничні гальмівні колодки.
Фабрика Вацлава Майора заснована 1914 року. Спеціалізувалася на виготовленні та ремонті механічних ваг: вагонних, автомобільних, аптекарських. Підприємство було найменшим, проте продукція найтехнологічнішою. Також на етапі створення Промприлад продовжував виробничу лінію фабрики (ваги).
"Фабрика машин і арматур Ф. Весели. Ливарня заліза, фосфоритної бронзи і металу." Заснована 1920 року, а пізніше до назви додалося "Fama" - від фабрика машин. Спеціалізувалася на литві й його механічній обробці.
Всі підприємства попередники були невеликими, у середньому кількість їх працівників не перевищувала 80 осіб. Пік їх розквіту припадає на 20-ті роки XX століття. Підприємства переходять від використання парових машин до двигунів внутрішнього згоряння й від власних електрогенераторів до централізованої мережі після відкриття електростанції. Основне обладнання становили верстати польського виробництва з Катовиці, Лодзі, Познані, але також були з Берліна, Відня, фрезерні - зі Сполучених Штатів. Частина обладнання була власного виробництва (заточні верстати).
У другій половині 30-х років підприємства активно розвивалися. Росли обсяги виробництва й кількість працівників.

### Націоналізація
Після приходу радянської влади усі три фірми потрапили під націоналізацію й були об'єднані в машинобудівний завод.
Також негативно сказалася Друга світова війна. Радянська влада повернулася сюди в 1944 році й після війни на заводі працювали два цехи: токарний і ваговий, а також три майстерні з ремонту ваг. Від 1947 року завод опанував виготовлення фрезерних верстатів і виробництво газових пічок.
Від 1949 року завод перейшов у підпорядкування управління сільгоспмашинобудування міністерства місцевої промисловості УРСР й за цільовою програмою почав виготовляти водяні насоси для тваринницьких ферм, колгоспів і радгоспів. Паралельно у цей час розвиваються два заводи: вагомеханічний і машинобудівний.
Від 1956 року їх об'єднали у Станіславський машинобудівний завод. У 1957 році були створені ремонтний та інструментальний цехи, реконструйовано ливарний.
14 жовтня 1959 року завод було перетворено на Станіславприлад. До 1960 року припинено виробництво автомобільних ваг і водяних насосів й опановано виробництво газових лічильників, які базувалися на досвіді й напрацюваннях заводу Київприлад.
1962 року в зв'язку з перейменування обласного центру завод також перейменовано на Івано-Франківський приладобудівний завод. 1962 року для підготовки кадрів відкрито філію Львівської політехніки, яка вже 196 року стала окремим навчальним закладом: університет нафти й газу. Протягом 60-х років збудовано кілька нових корпусів заводу. Протягом 60-70-х років поступово збільшується асортимент продукції.
У період 1971-75 років опановано виробництво деяких електронно-обчислювальних приладів. Окрім СРСР продукція експортувалася до 26 країн світу.
У 1982 році вудбулася реорганізація виробництва на ВО "Геофізприлад". Підприємство запускає виробництво електроніки, зокрема систем автоматизованого управління технологічним процесом.
Поряд із приладами від 192 року завод виготовляє товари народного споживання: парасолі, господарські сумки, автомобільні решітки.
У 1980-х завод мав власне радіо, газету, футбольну команду, хор, танцювальний і театральний колективи. У часи найбільшого розквіту кількість працівників майже сягала 5000 осіб.

### Після відновлення незалежності
До 1994 року завод був державним підприємством. Згодом один з корпусів викупила IT-компанія SoftServe.
- Промприлад.Реновація

## Керівництво
- Креховецький Володимир Григорович